# 陶马希区
陶马希区（匈牙利語：Tamási járás），是匈牙利托尔瑙州的一个区，总面积1,019.94平方公里，总人口38,705人（2011年），人口密度38人/平方公里。中心城市为陶馬希。

## 市镇
陶马希区包含3个城镇、两个大村和27个村庄。